# Disciples: Sacred Lands
Disciples: Sacred Lands (укр. Послідовники: Священні землі) — відеогра, покрокова стратегія для ПК від Strategy First, випущена 27 вересня 1999 року. Перша гра серії Disciples, яка започаткувала її унікальний ігровий процес. У 2001 році вийшло видання Disciples Gold: Sacred Lands з додатковими сценаріями та вдосконаленнями багатокористувацької гри. Гра була двічі локалізована на території СНД російською мовою, у 2003 році — компанією Snowball під назвою Меч і Корона, в 2006 році — у складі збірки «Disciples World» і окремим диском від компанії Акелла як Disciples: Sacred Lands.

## Ігровий процес

Стратегічна карта: герой Імперії прямує до зайнятого ворогом міста

### Основи
Гравець покроково розширює свої володіння, розбудовує міста, вивчає заклинання і воює задля перемогти над противником. За один крок можна звести одну будівлю в місті, вивчити одне заклинання і перемістити армію на певну відстань. Гра відбувається в ізометричній перспективі на карті місцевості, так званій стратегічній карті, де розміщені міста, джерела ресурсів та вороги. Армії складаються з максимум шести воїнів, які впродовж гри набирають досвід і розвиваються.
Кожна з протиборчих сторін має рідний ландшафт, який поширюється навколо її міст і спеціальних жезлів, поміщених біля джерел ресурсів. Поширюючись, ландшафт поглинає джерела ресурсів і тільки тоді вони починають давати дохід. При цьому незмінними лишаються деталі рельєфу, що впливає на прохідність. Так, перетин лісів і річок віднімає більше очок руху, ніж рівнини й дороги.
У багатокористувацькій грі можлива дипломатія: торгівля між гравцями артефактами і заклинаннями, передача золота і укладання союзів.

### Міста
На початку кожен гравець володіє «столицею», навколо якої розташовані перші джерела ресурсів та менші міста. Будівництво і найм військ відбувається за золото, отримуване з шахт і від торгівлі. Від будівель у столиці залежить набір військ і шляхи їхнього розвитку, там наймаються бійці і вивчається магія. Менші міста спершу слід захопити, після чого в них, як і в столиці, можна залишати гарнізони. Столиця кожної з чотирьох рас захищена дуже сильним юнітом-охоронцем, якого складно перемогти без сильного загону. За стінами будь-якого міста можна за певну плату воскресити палих воїнів і миттєво полікувати поранених, якщо в столиці зведено потрібні споруди.
Столиця — єдине місто, в якому можна зводити будівлі, інші міста можуть тільки загально поліпшуватися, що дозволяє мати в них більший гарнізон, прискорює лікування загонів усередині та додає броні захисникам. Як столиця так і прості міста мають вікно розвитку, в якому зображений поточний рівень міста і фон, відповідний расі-власнику. Кожна столиця виконана в своєму стилі і має властивий кожній расі набір будівель. При цьому типи будівель загальні для всіх рас: «житла» воїнів (бійців ближнього бою, стрільців, магів і цілителів), магічна гільдія і госпіталь.

### Війська і бої

Бій Імперії проти Орд Нежиті

Усі війська володіють запасом здоров'я і силою атаки. Додатковими параметрами є броня (поглинає певний відсоток отриманих ушкоджень), імунітети до магічних атак деякими стихіями та ініціатива (визначає який юніт в бою ходитиме першим). Кожен загін або міський гарнізон включає шість комірок, відведених під війська. Більшість юнітів займають одну комірку, але деякі (наприклад, титани, дракони, грифони, велетні) — дві. Перший ряд займають бійці ближнього бою, другий — стрільці, маги і цілителі, хоча гравець має змогу розташувати їх як сам вважає за доцільне.
Під час битви загони нападників розташовуються на спеціальному полі ліворуч, а захисників — праворуч. Вказуючи на портрети бійців, гравець віддає накази атакувати ворогів або лікувати союзників. Бійці не можуть переміщатися, тому атакують ворога залежно від своєї позиції й спеціалізації.
Бійці ближнього бою завдають сильних атак ворогам перед собою і наділені великим запасом здоров'я. Стрільці здатні стріляти по будь-якій комірці, але їхній запас здоров'я малий. Маги б'ють по одній клітинці сильно, або по всіх, однак слабше, силою певної стихії, залежно від обраної спеціалізації. Цілителі не здатні атакувати, але лікують одного союзника значно (в тому числі себе) або всіх по трохи. Кожен юніт, крім цілителя, має шанс промаху.
У кінці кожної битви переможець отримує досвід, які розподіляються між усіма вцілілими юнітами, і майно переможеного: золото, зброю і артефакти. Коли боєць набирає достатню кількість досвіду, він отримує новий рівень розвитку. Якщо в столиці існує відповідна будівля, то він підіймається на ступінь вище по вибраній гілці розвитку, якщо ж відповідної будівлі немає — він припиняє набирати досвід і лишається незмінним. Є можливість здатися, втративши загін разом з героєм — противник в цьому випадку очок досвіду не отримує.

### Правителі і герої
На початку гравець повинен вибрати клас правителя: Воєначальник, Маг або Майстра гільдії. Від цього залежать загальні переваги і вразливості впродовж гри. Бійці Воєначальника самостійно відновлюють частку здоров'я поза містами і швидше — в містах. Але їм разом з тим недоступні заклинання 5-го рівня. Маг може використовувати одне й те ж заклинання двічі на хід, витрачає вдвічі меншу кількість мани на його вивчення і йому доступні заклинання найвищого 5-го рівня. Однак його армія лікується лише в містах. У Майстра гільдії поліпшення міст надаються за півціни, а додаткові герої, злодії, мають більше можливостей. Також за портретом обирається стартовий герой.
У столиці початково з'являється один герой, але гравець вільний найняти додаткових. Герої поділяються на типи, залежно від застосування: воїн, маг, розвідник, носій жезлів, і злодій. Воїн — юніт ближнього бою, маг — здатний бити по площі, вміє використовувати чаклунські посохи й сувої, що містять готові заклинання без потреби їх вивчення. Розвідник — стрілець (крім нежиті), має бонус до дальності ходу. Носії жезлів — цілителі, але також уміють паралізувати ворогів і єдині здатні встановлювати жезли для захоплення територій. Злодії можуть здійснювати шпигунство і диверсії у ворожих арміях і містах, а також красти у торговців. Деякі герої наділені здатністю до польоту, завдяки чому ігнорують штрафи за рух через воду і ворожий ландшафт.
Кожен герой (крім злодія) має два слоти для активних предметів, це можуть бути зброя, магічні книги, прапори і артефакти. Такі предмети збільшують атаку, захист, дальність руху і швидкість в бою, чи дозволяють чаклувати. Непотрібні чи запасні речі складаються до необмеженого інвентарю.
Як і його армія, герой набирає досвід і з рівнями отримує збільшення своїх параметрів. Крім того з кожним рівнем гравець повинен призначити нову здатність, згідно його спеціалізації.

### Магія
Заклинання можна використовувати тільки на стратегічній карті. Кожне заклинання використовує магічну енергію (ману), яка потрібна для дослідження і використання закляття. Є чотири типи мани: життя, рун, смерті і пекла. У кожної з ігрових рас є своя основна, заклинання низького рівня витрачають її, але складніші вимагають комбінації аж до чотирьох різних видів мани. За хід може бути вивчене одне заклинання, і по одному разу використані вже відомі (якщо правитель не маг).
Магічні сувої і посохи, які може використовувати будь-який герой з відповідним умінням — це додатковий ресурс тих же заклинань, який не залежить від книги заклинань гравця. На відміну від посохів сувої одноразові та після використання зникають.

### Раси
- Імперія — умовно середньовічна держава людей, що віками мирно процвітала під владою імператорів і феодалів. Жителі Імперії поклоняються Небесному Отцеві, який створив богів решти рас. Її армія найбільш універсальна, має однаково як бійців ближнього бою, так і стрільців та магів. Чаклунство надає найбільше заклинань із захисту і посилення союзників.
- Легіони проклятих — послідовники палого янгола Бетрезена, різноманітні демони, відьми й чорнокнижники. Саме Бетрезен створив світ за дорученням Всевишнього, але заздрісні молодші янголи наповнили світ ворожнечею і бідами. Небесний Отець скинув Бетрезена з неба під землю. Тому Володіння Легіонів знаходяться під землею, але Бетрезен прагне захопити весь світ аби помститися Небесному Отцеві за своє ув'язнення. Їхні герої володіють найбільшою дальністю ходу і всі (крім злодія) здатні літати. Війська більше за інші раси зосереджені на ближньому бою, і мають найбільше великих сильних воїнів, що займають по дві клітинки. Магія зосереджена на ослабленні ворога і атаці стихіями.
- Орди нежиті — рухомі мерці, створені богинею Мортіс — колишньою богинею життя, яка збожеволіла через вбивство Вотаном її чоловіка Галлеана. Війська цієї раси наділені невеликим запасом здоров'я, але від початку мають юнітів, здатних атакувати всіх ворогів одночасно. Мають юнітів, що наводять на ворогів страх і параліч, тимчасово виводячи їх з ладу. Магія переважно ослаблює ворогів і робить їх вразливішими.
- Гірські клани — гноми, що віками жили в дружбі з Імперією, поклоняючись Вотану, розвиваючи ремесла і торгівлю. Їхні війська наділені великим запасом здоров'я і атакою, проте малою ініціативою і не мають цілителів. Натомість лікування надає магія, а також вона посилює союзників і значно збільшує швидкість пересування на стратегічній карті[4][5].

## Сюжет
Гра відбувається в фентезійному світі під назвою Невендаар, також званому «Священними Землями» (англ. Sacred Lands). У центрі гри — чотири головні раси цього світу, які постійно ворогують між собою: Імперія (англ. The Empire, люди), Гірські Клани (англ. Mountain Clans, гноми), Легіони Проклятих (англ. Legions of the Damned, демони), Орди Нежиті (англ. Undead Hordes, нежить).
Сюжет складається з чотирьох кампаній, по одній за кожну расу, взаємопов'язаних загальною канвою. У кожній кампанії — чотири послідовні місії. З грою також поставляється багато окремих сценаріїв, деякі з яких складаються в додаткову історію.

### Імперія
Держава людей довго співіснувала в мирі з сусідами, поки не збулося пророцтво про пришестя демонів. Легіони Проклятих прорвалися у світ та потіснили людей на схід. Пронеслася чутка про загибель імператора. Багато лордів, зокрема Кахузак, зрадили імперію, захоплюючи її міста і оголошуючи себе їх правителями.
Гравець вирушає за наказом імператора покінчити зі злочинами заколотників і відвоювати прикордонні міста. Однак потужний наступ демонів, як здається, не зупинити. Несподівано ситуація вирішується — Орди Нежиті напали на демонів, мимоволі виявившись рятівниками імперії. Вони шукають якийсь могутній артефакт, древній скіпетр. Імперці вирішують відшукати скіпетр раніше за мерців, щоб завадити зростанню їхньої сили. У результаті, Великий Інквізитор отримує цей скіпетр і знищує ударом булави. Але залишки Легіонів Проклятих тим часом захопили королеву людей і її сина, єдиного спадкоємця трону. Спроба врятувати їх виявляється невдалою, а через деякий час з'ясовується, що королеву з принцом тримають у полоні гноми і, незважаючи на давні дружні зв'язки з Імперією, відмовляються видавати.
Люди шукають місто гномів, де тримають у полоні королеву і спадкоємця, попутно відбиваючись від наступів Легіонів Проклятих. У результаті, підземне місто вдається захопити. Під час облоги один з лицарів убиває суккуба, якою виявляється королева, а принц зникає. Розлютований втратою найближчих йому людей, імператор оголошує демонам відкриту війну. Гравець на чолі сил Імперії вирушає штурмувати останні бастіони Легіонів Проклятих. Їхня столиця надто захищена, і щоб запечатати Ворота Пекла назавжди, необхідно знищити демонічні землі, і знову принести на них світло. Повернувши більшу частину земель на свій бік, люди руйнують тим самим демонічне закляття, і запечатують Ворота Пекла.

### Легіони Проклятих
Демони прагнуть забезпечити повернення в Невендаар з пекла свого бога, Бетрезена. Пророцтво дозволяє йому відкрити ворота з пекла на поверхню Священних земель, і звідти спрямувати Легіони Проклятих, випалюючи землю. Але, щоб звільнити Бетрезена, необхідно здійснити спеціальний обряд зі вселення злого бога у тіло благородного мешканця поверхні. Здобувши необхідний для цього жертовний клинок, демони беруться захопити королеву людей і її сина, у якого і вирішив втілитися Бетрезен. Королева, закохана в повелителя демонів, дозволяє викрасти себе з полону гномів, але Легіону потрібен тільки її син. На землях гномів демони виявляють стародавній портал, який відкривають за допомогою нечестивого обряду. Крізь портал дух Бетрезена втілюється у спадкоємця Імперії.

### Гірські Клани
Гноми за століття спокійного життя втратили знання магічних рун. Пророцтво мудреця Мемнора про кінець світу, Рагнарьок, змушує раду старійшин гномів шукати шляхи повернення рун — тільки ними можна запобігти катастрофі. Відповідь міг дати Колодязь Долі, до якого посилають експедицію. Але в той час на землі Гірських Кланів нападають демони, завдаючи великих збитків.
Гравцеві доручають відігнати чужинців зі своїх кордонів. Посланці Кланів вирушають на пошуки відповідей на питання про останні події. За порадою, вони беруться шукати рідкісний метал уру. У результаті мандрів, вони дізнаються, що руни заховані в царстві володарки смерті Хель. Тому гноми повинні відшукати Вората Хель — щоб проникнути в обитель Владичиці Смерті. Після битв із її слугами, вони нарешті досягають брами, і перемігши охорону, входять до її земель, де повинні бути заховані руни. Однак герої потрапляють до пастки без надії вирватися з оточення мерців.
Несподівано сам бог Вотан спускається на землю зі своїх палаців, і пробуджує до життя кількох древніх героїв гномів з Вальгалли. З їх допомогою експедиції вдається відтіснити нежить вглиб їхніх земель і закріпитися на місцевості. Незабаром гноми знищують бастіони нежиті, і дістаються до столиці царства Хельсхейм, де Хель сховалася разом з рунами в оточенні слуг. Використовуючи всі свої сили, гноми штурмують це місто. В останній битві Хель отримує смертельну рану, а сили Гірських Кланів знаходять у лабіринтах під Хельсхеймом шукані руни.

### Орди Нежиті
Богиня смерті Мортіс, бажаючи помститися Вотану за вбивство свого чоловіка Галлеана, веде армію нежиті на народ гномів. Пробравшись у землі гномів, Орди розорюють міста. Тим часом Мортіс захоплює чарівний скіпетр короля зниклої держави Алкмаар, щоб посилити з його допомогою свою армію.
Гноми укладають союз з людьми, сподіваючись, що це зупинить Мортіс, але марно — армія нежиті проходить через землі гномів і захоплює твердиню верховного короля Кланів, Стурміра Громобоя. Стурмір гине, тим самим помста Мортіс здійснюється і пророцтво про кінець світу починає збуватися.

### Додаткові сценарії
У пов'язаних між собою сюжетно сценаріях під загальною назвою «Божественна Імперія» (включає 21 розділ) розповідається про утворення Імперії, історії лорда Грендала, про спробу Фабріса заснувати республіку, про занепад Алкмаару та інші події. В окремих сценаріях міститься кілька додаткових історій, в тому числі і про повелителя драконів Дорагона.

## Оцінки і відгуки
Disciples: Sacred Lands отримала високі оцінки критиків та розглядалася як конкурент відомої покрокової стратегії Heroes of Might and Magic III. У GameSpot відзначили витриману в єдиному стилі графіку, намальовані вручну портрети персонажів і військ, розвиток за рівнями як героїв, так і їхніх армій. Зауважувалися запозичення з інших відеоігор та фентезійних творів, але загалом гра отримала дуже позитивний відгук і підсумкова оцінка склала 8,3 бали з 10. В IGN прийшли до подібних висновків, похваливши візуальне і звукове оформлення, які створюють похмуру атмосферу, і багатство стратегій, давши оцінку 8,5 з 10.